# مسعده (اسرائیل)
مسعده ویا مسادا (به انگلیسی: Masada) مجموعه‌ای از استحکامات و باروهای دفاعی در استان جنوبی اسرائیل است که بر روی یک تخت‌تپه مشرف بر دریای مرده در بیابان یهودیه قرار دارد. این قلعه جزء میراث جهانی یونسکو در اسرائیل می‌باشد. این مجموعه متعلق به سده اول پیش از میلاد است.
مهم‌ترین آثار باقی‌مانده در این محوطه به دوران حکومت هیرود بزرگ، پادشاه یهودیه (تقریباً ۳۷ تا ۴ پیش از میلاد)، بازمی‌گردد؛ کسی که در آغاز سلطنت خود، مسعده (مسادا) را به یک پناهگاه مستحکم در دل بیابان تبدیل کرد. او قلهٔ این دژ را با دیواری دوجداره و برج‌هایی محصور کرد و انبارهای غذا، یک سامانهٔ پیشرفتهٔ ذخیره و انتقال آب، حمام‌های عمومی، و همچنین دو کاخ باشکوه ساخت: یکی در بخش غربی و دیگری بر روی سه تراس در صخرهٔ شمالی. این کاخ‌ها همچنان از برجسته‌ترین نمونه‌های معماری هیرودی به شمار می‌روند.
شهرت اصلی مسعده (مسادا)به نقش آن در جریان نخستین جنگ های یهود و روم (۶۶ تا ۷۳ میلادی) بازمی‌گردد؛ زمانی که این دژ به آخرین پناهگاه شورشیان یهودی پس از ویرانی اورشلیم تبدیل شد. گروهی به نام سیکاری ها (Sicarii)، که یک فرقهٔ افراطی به رهبری العازر بن یائیر بودند، در برابر لژیون دهم روم به فرماندهی لوسیوس فلاویوس سیلوا از این مکان دفاع کردند. رومیان با ساخت دیوار محاصره و یک رمپ عظیم خاکی، مسادا را به محاصره درآوردند. بنا بر روایت یوسف فلاوی (ژوزفوس)، هنگامی که دیوارها در سال ۷۳ یا ۷۴ میلادی شکسته شد، رومیان دریافتند که نزدیک به ۱٬۰۰۰ نفر از ساکنان با خودکشی دسته‌جمعی جان خود را از دست داده‌اند—ادعایی که همچنان میان تاریخ‌نگاران محل بحث است.  در دوران معاصر، روایت مسعده (مسادا) به‌عنوان نماد قهرمانی و مقاومت تفسیر شد و نقش برجسته‌ای در هویت ملی اولیهٔ اسرائیل ایفا کرد.
کاوش‌هایی که در دههٔ ۱۹۶۰ به رهبری باستان‌شناس اسرائیلی ایگئال یادین انجام شد، بقایای به‌طرز چشمگیری سالم را آشکار کرد؛ از جمله کاخ‌های هیرود، انبارهای غذا با بقایای خوراکی، حمام‌های تطهیر مذهبی (میقوه)، یک کنیسه، نمازخانه‌ای مسیحی، کبوترخانه‌ها ، طومارها و سفالینه‌هایی دارای نام‌ها—که یکی از آن‌ها نام «بن یائیر» را دارد و احتمالاً با روزهای پایانی مدافعان مرتبط است.آثار باقی‌مانده از محاصرهٔ رومیان، از جمله دیوارها و پایگاه‌های نظامی اطراف، همچنان قابل مشاهده‌اند و از بهترین نمونه‌های مهندسی نظامی رومی به‌شمار می‌روند.  امروزه، مسعده (مسادا) به‌عنوان یک میراث جهانی یونسکو شناخته می‌شود و یکی از محبوب‌ترین جاذبه‌های گردشگری اسرائیل است، که سالانه حدود ۷۵۰٬۰۰۰ بازدیدکننده را به خود جذب می‌کند.

## جغرافیا
از نظر زمین‌شناسی، صخرهٔ مسعده (مسادا) یک هورست  محسوب می‌شود—یعنی یک بخش بلندشده از پوستهٔ زمین که در میان گسل‌ها بالا آمده است. این فلات به‌طور ناگهانی به پرتگاه‌هایی ختم می‌شود که در شرق حدود ۴۰۰ متر و در غرب حدود ۹۰ متر ارتفاع دارند؛ به همین دلیل، مسیرهای طبیعی دسترسی به این دژ بسیار دشوار و پرپیچ‌وخم هستند.  سقف این فلات که شبیه به یک میز سنگی مسطح و به شکل لوزی است، ابعادی در حدود ۵۵۰ متر در ۲۷۰ متر دارد. هیرود بزرگ دیواری به ارتفاع ۴ متر و به طول ۱۳۰۰ متر به‌صورت دوجداره (casemate) در اطراف فلات ساخت و آن را با برج‌های فراوان تقویت کرد. درون این دژ، انبارهای ذخیرهٔ مواد غذایی، سربازخانه‌ها، زرادخانه، کاخ سلطنتی و مجموعه‌ای از مخازن آب قرار داشتند که ظرفیت آن‌ها حدود ۴۰٬۰۰۰ متر مکعب بود. این مخازن با آب باران پر می‌شدند و گفته می‌شود که رواناب حاصل از تنها یک روز بارندگی می‌توانست آب کافی برای بیش از ۱٬۰۰۰ نفر به مدت ۲ تا ۳ سال تأمین کند.  سه مسیر باریک و پرپیچ‌وخم از دامنه‌ها به بالا منتهی می‌شدند که هر یک به دروازه‌هایی مستحکم ختم می‌شدند.

## تاریخچه
تقریباً تمام اطلاعات تاریخی موجود دربارهٔ مسعده (مسادا) از نوشته‌های یوسف فلاوی (ژوزفوس)، مورخ یهودی-رومی سدهٔ اول میلادی، به‌دست آمده است. همچنین، در اسناد کشف‌شده از صحرای یهودیه نیز به مسعده اشاره شده است.

### دژحسمونی
یوسف فلاوی (ژوزفوس) می‌نویسد که این محل نخستین‌بار توسط اسکندر یانایوس، یکی از فرمانروایان حسمونی، در سدهٔ نخست پیش از میلاد مستحکم‌سازی شد. با این حال، تاکنون هیچ‌گونه بقایای معماری مربوط به دورهٔ حسمونی در جریان کاوش‌های باستان‌شناسی در مسعده شناسایی نشده است.
یوسف فلاوی (ژوزفوس) همچنین می‌نویسد که هیرود بزرگ در جریان نبرد قدرت پس از مرگ پدرش آنتیپاتر در سال ۴۳ پیش از میلاد، مسعده (مسادا) را به تصرف خود درآورد. این دژ توانست در برابر محاصرهٔ آنتیگونوس دوم متیاس، آخرین پادشاه حسمونی که با حمایت اشکانیان حکومت می‌کرد، مقاومت کند.

### دژ-کاخ هیرودی
بنابر نوشتهٔ یوسف فلاوی (ژوزفوس) ، در فاصلهٔ سال‌های ۳۷ تا ۳۱ پیش از میلاد، هیرود بزرگ دژی بزرگ بر فراز فلات مسعده (مسادا) ساخت تا در صورت وقوع شورش، به‌عنوان پناهگاهی شخصی از آن استفاده کند. او همچنین دو کاخ باشکوه در آنجا بنا کرد و انبارهایی با ذخیرهٔ غذایی فراوان و پایدار فراهم آورد تا بتواند برای مدت طولانی در برابر هرگونه محاصره یا تهدیدی مقاومت کند.

### نخستین جنگ یهود-روم
در سال ۶۶ میلادی، گروهی از شورشیان یهودی به نام سیکاری‌ها با استفاده از نیرنگ، پادگان رومی مستقر در مسعده (مسادا) را شکست دادند. بر اساس گزارش یوسف فلاوی (ژوزفوس)، سیکاری‌ها یک گروه افراطی و منشعب یهودی بودند که با گروه بزرگ‌تری از یهودیان به نام زیلوت ها(Zealots) — که بار اصلی شورش را به دوش می‌کشیدند — دشمنی داشتند. یوسف فلاوی (ژوزفوس) گفته است که سیکاری‌ها به روستاهای یهودی اطراف، از جمله عین‌گدی، حمله کرده و ۷۰۰ زن و کودک را قتل‌عام کردند.
در سال ۷۳ میلادی، لوسیوس فلاویوس سیلوا، فرماندار رومی یهودیه، با فرماندهی لژیون دهم رومی (X Fretensis)، مسعده (مسادا) را به محاصره درآورد. منبعی دیگر زمان این محاصره را ۷۳ یا ۷۴ میلادی ذکر کرده است. لژیون رومی اطراف مسعده (مسادا) را محاصره کرده و دیواری برای محاصره کامل (circumvallation wall) ساخت، سپس رمپ محاصره‌ای عظیمی در ضلع غربی فلات ایجاد کرد.  

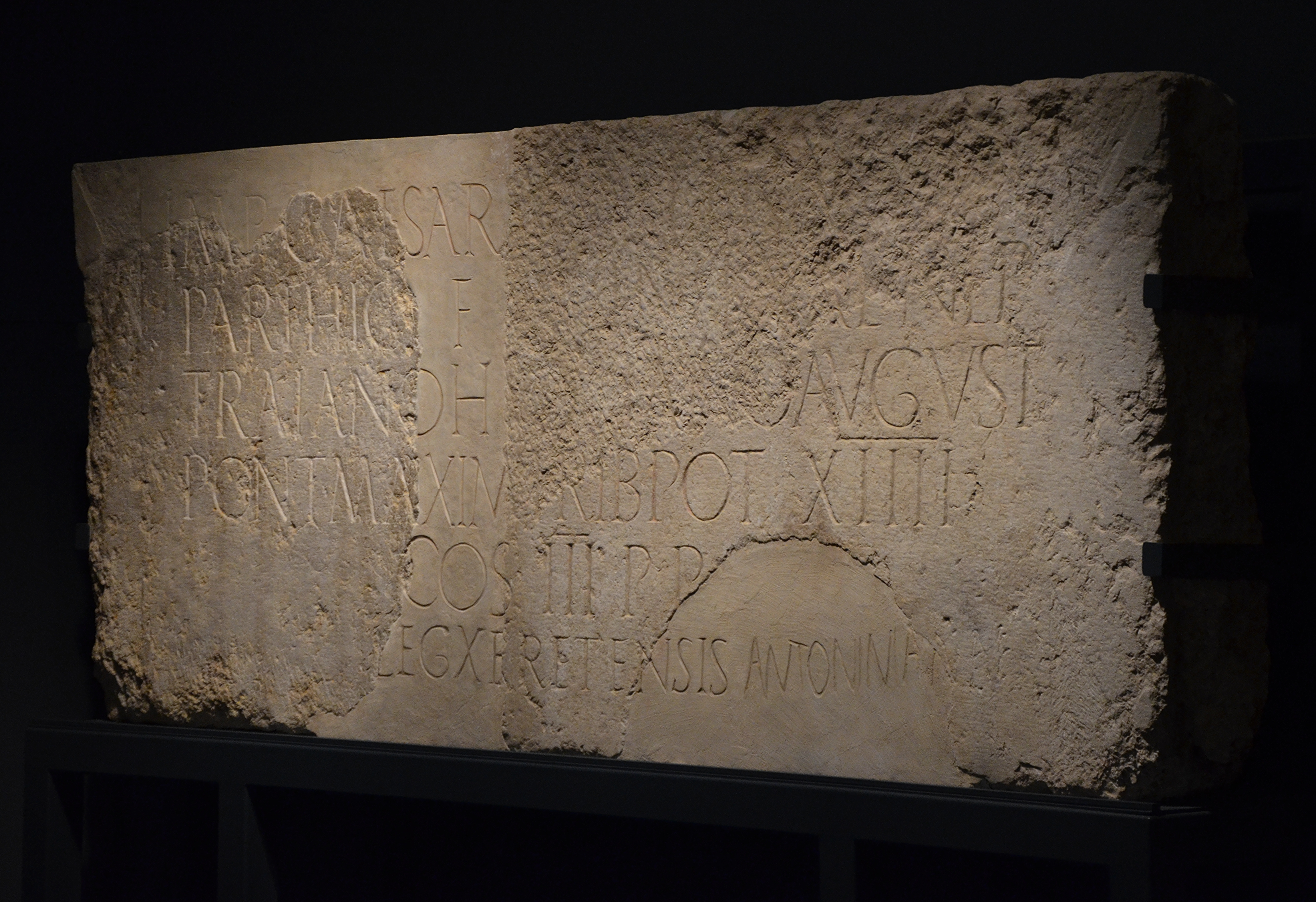
کتیبه‌ای لاتین تقدیم‌شده توسط لژیون دهم فرِتِنسیس به افتخار هادریان، ۱۳۰ میلادی، از اورشلیم، «هادریان—امپراتوری ریخته‌شده در برنز».

بر اساس پژوهش‌های زمین‌شناسی انجام‌شده توسط دن گیل در اوایل دههٔ ۱۹۹۰، تأیید شد که بخش عمده‌ای از رمپ ۱۱۴ متری  که برای یورش استفاده شد، از یک زبانهٔ طبیعی سنگ بستر تشکیل شده بود که رومیان آن را تقویت و کامل کرده بودند.
رمپ در بهار سال ۷۳ میلادی، پس از احتمالاً دو تا سه ماه محاصره، تکمیل شد و به رومیان این امکان را داد تا در ۱۶ آوریل با استفاده از یک دژکوب، دیوار دژ را شکسته و نفوذ کنند.  رومیان در این عملیات از لژیون دهم (X Fretensis)، چندین یگان کمکی و همچنین اسیران جنگی یهودی استفاده کردند—در مجموع حدود ۱۵٬۰۰۰ نفر، که از این میان تخمین زده می‌شود ۸٬۰۰۰ تا ۹٬۰۰۰ نفر نیروی جنگی فعال بودند، تا مقاومت یهودیان در مسعده را سرکوب کنند.

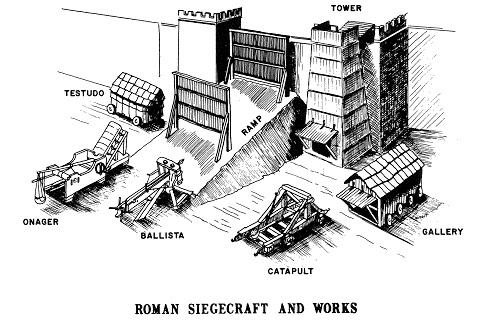
مهندسی نظامی روم باستان

برجی عظیم برای محاصره همراه با دژکوب ساخته شد و با زحمت فراوان از رمپ تکمیل‌شده به سوی دژ بالا کشیده شد. به‌نوشتهٔ یوسف فلاوی (ژوزفوس)، هنگامی که نیروهای رومی وارد دژ شدند، دریافتند که مدافعان آن تمام ساختمان‌ها را—جز انبارهای مواد غذایی—به آتش کشیده و سپس دست به خودکشی دسته‌جمعی زده یا یکدیگر را کشته‌اند؛ در مجموع ۹۶۰ مرد، زن و کودک جان خود را از دست داده بودند.  یوسف فلاوی (ژوزفوس) از دو سخنرانی پرشور به نقل از رهبر سیکاری‌ها یاد می‌کند که برای قانع‌کردن یارانش به مرگ خودخواسته ایراد شده بود. تنها دو زن و پنج کودک زنده یافت شدند.

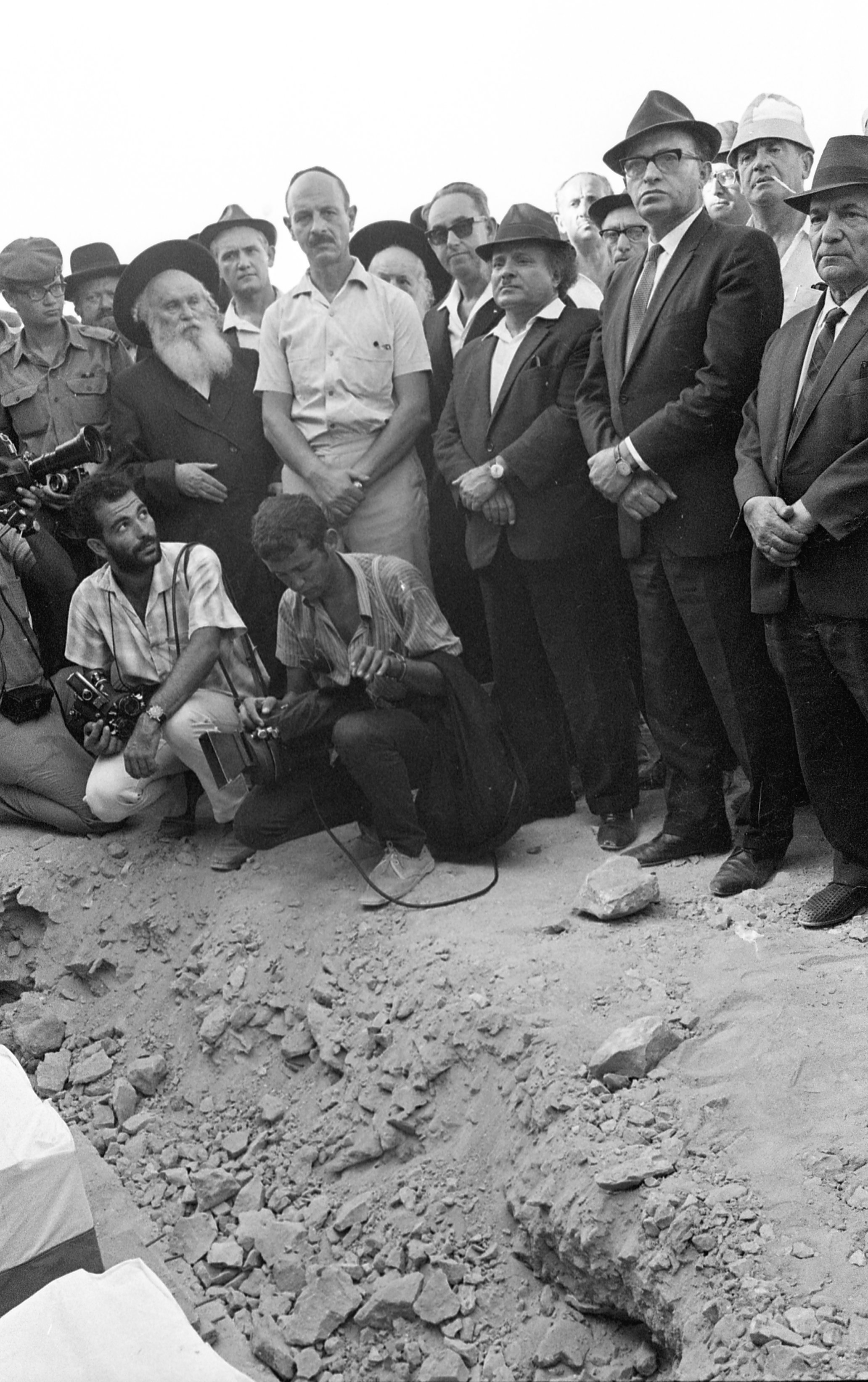
مراسم خاک‌سپاری برای ۲۷ اسکلت که در جریان کاوش‌های باستان‌شناسی در مسعده کشف شده بودند، برگزار شد. در این آیین رسمی و پرشکوه، شخصیت‌هایی چون مناخیم بگین (نخست‌وزیر وقت اسرائیل) و ایگئال یادین (باستان‌شناس و فرمانده نظامی پیشین) نیز حضور داشتند. این اجساد پس از دو هزار سال به‌طور رسمی و محترمانه به خاک سپرده شدند.

یوسف فلاوی (ژوزفوس) احتمالاً روایت خود را بر اساس گزارش‌های میدانی فرماندهان رومی که به آن‌ها دسترسی داشته، تنظیم کرده است.
یوسف فلاوی (ژوزفوس) تنها به یکی از دو کاخی اشاره می‌کند که امروزه در جریان کاوش‌ها کشف شده‌اند، و فقط از یک مورد آتش‌سوزی یاد می‌کند، در حالی‌ که بسیاری از ساختمان‌ها آثار سوختگی نشان می‌دهند. او همچنین ادعا می‌کند که ۹۶۰ نفر کشته شدند، در حالی که تا کنون بقایای حداکثر ۲۸ نفر در محل یافت شده است.  با این حال، برخی جزئیاتی که یوسف فلاوی (ژوزفوس) ارائه داده صحیح بوده‌اند—برای نمونه، او به حمام‌هایی که در آنجا ساخته شده‌اند اشاره می‌کند، همچنین ذکر می‌کند که کف برخی ساختمان‌ها با سنگ‌هایی به رنگ‌های مختلف فرش شده بودند و اینکه چاله‌های زیادی در دل سنگ بستر برای استفاده به‌عنوان مخزن آب (سیسترن) حفر شده بودند. ایگئال یادین، باستان‌شناس معروف، در جریان کاوش‌ها، کف‌پوش‌های موزائیکی نیمه‌سالمی یافت که با این توصیف‌ها مطابقت دارند.

## کاوش میدانی

### شناسایی و کاوش‌های اولیه
محوطهٔ مسعده (مسادا) در سال ۱۸۳۸ توسط دو آمریکایی، ادوارد رابینسون و الی اسمیت، شناسایی شد. در سال ۱۸۴۲، ساموئل و. وولکات (مبلّغ آمریکایی) و دبلیو. تیپینگ (نقاش انگلیسی) نخستین افراد مدرن بودند که به قلهٔ مسعده (مسادا) صعود کردند. در دهه‌های ۱۹۳۰ و ۱۹۴۰، شماریا گوتمن چندین بار از این محوطه بازدید کرد و در سال ۱۹۵۹ نخستین کاوش مقدماتی را در مسعده (مسادا) انجام داد.

### هیئت کاوش ایگئال یادین
مسعده (مسادا) در فاصلهٔ سال‌های ۱۹۶۳ تا ۱۹۶۵ به‌طور گسترده‌ای مورد کاوش باستان‌شناسی قرار گرفت؛ این کاوش‌ها به رهبری ایگئال یادین، باستان‌شناس برجستهٔ اسرائیلی و رئیس پیشین ستاد کل ارتش اسرائیل انجام شد.

به‌دلیل دور بودن از سکونتگاه‌های انسانی و قرار داشتن در اقلیمی خشک و بیابانی، محوطهٔ مسعده (مسادا) تا مدت نزدیک به دو هزار سال تقریباً دست‌نخورده باقی ماند و از تأثیرات مخرب انسانی یا طبیعی در امان بود.

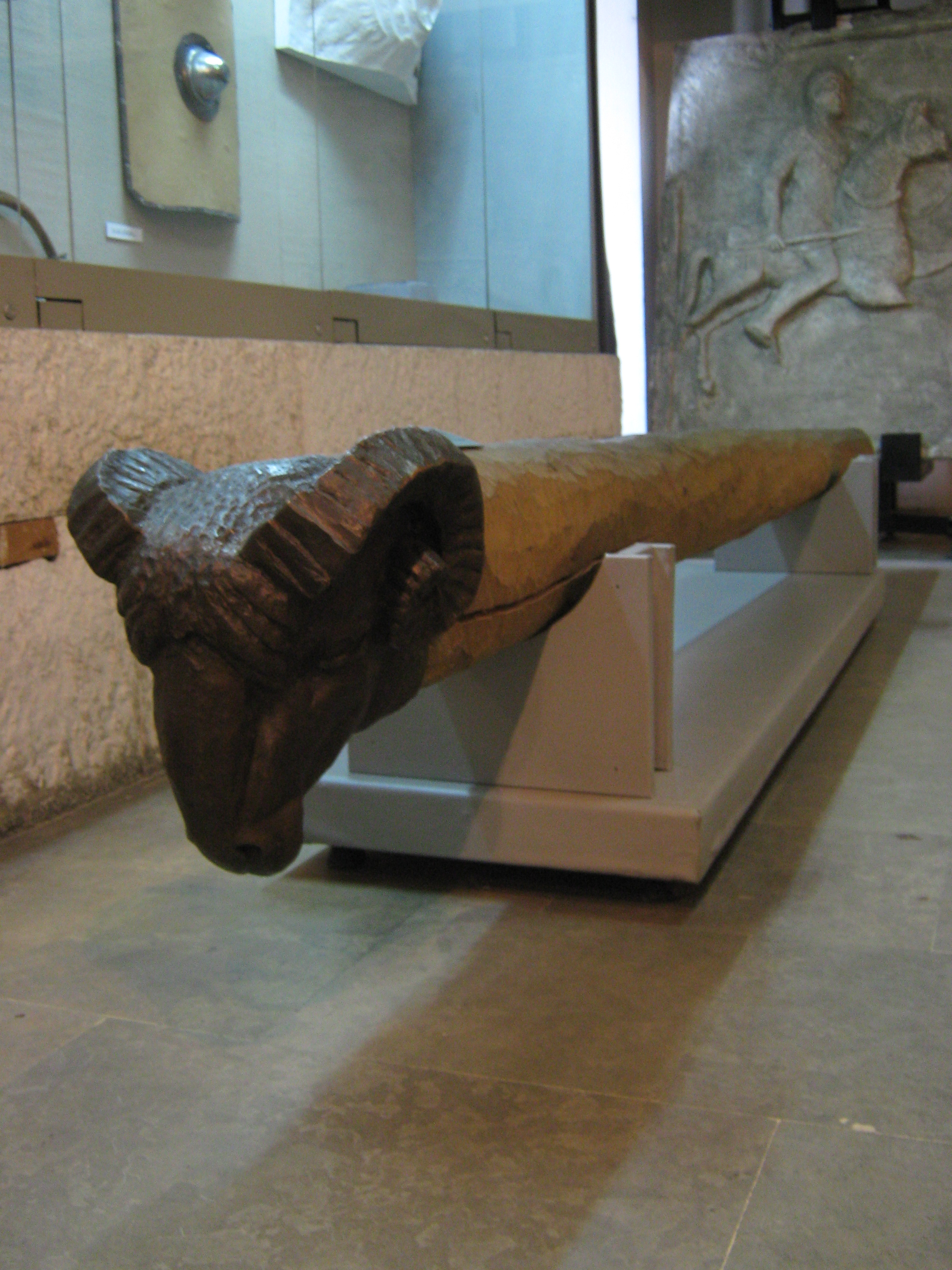
دژکوب رومی

بسیاری از ساختمان‌های باستانی در مسادا بر پایهٔ بقایای باقی‌مانده‌شان مرمت و بازسازی شده‌اند، از جمله نقاشی‌های دیواری دو کاخ اصلی هیرود و همچنین حمام‌های عمومی به سبک رومی که او ساخته بود. افزون بر این، کنیسه، انبارهای مواد غذایی، و خانه‌های شورشیان یهودی نیز شناسایی و بازسازی شده‌اند.

مخازن آب (سیسترن‌ها) که در حدود دو سوم ارتفاع صخره قرار دارند، با استفاده از یک سامانهٔ پیچیده از کانال‌ها، آب وادی‌های اطراف را جمع‌آوری می‌کردند. این سیستم مهندسی پیشرفته توضیح می‌دهد که چگونه شورشیان توانستند برای مدت طولانی آب کافی ذخیره و حفظ کنند.
رمپ حملهٔ رومیان هنوز در سوی غربی مسعده (مسادا) پابرجاست و امروزه می‌توان آن را به‌صورت پیاده بالا رفت. دیوار محاصره‌ای به ارتفاع حدود یک متر که رومیان به دور مسعده (مسادا) کشیدند، همچنان قابل مشاهده است و در بیرون این دیوار، هشت اردوگاه محاصرهٔ رومی نیز دیده می‌شود.  تأسیسات محاصرهٔ رومیان در مسعده (مسادا)—به‌ویژه رمپ حمله—از  بهترین و سالم‌ترین نمونه‌های باقی‌ماندهٔ مهندسی نظامی رومی در جهان باستان به‌شمار می‌روند و همین موضوع از دلایل اصلی ثبت مسعده (مسادا)در فهرست میراث جهانی یونسکو بوده است.

#### یافته‌های کتیبه‌ای
در داخل کنیسه، قطعه‌ای سفال‌نوشته با عبارت "מעשר כוהן" (ma'aser cohen، ده یک برای کاهن) یافت شد، همچنین قطعاتی از دو طومار: بخش‌هایی از کتاب تثنیه و کتاب حزقیال، از جمله رؤیای «استخوان‌های خشک‌شده» (تثنیه ۳۳–۳۴ و حزقیال ۳۵–۳۸)، که در گودال‌هایی پنهان‌شده در زیر کف اتاقی کوچک درون کنیسه کشف شدند. در مکان‌های دیگر، قطعاتی از کتاب‌های پیدایش، لاویان، مزامیر، و حکمت یشوع بن سیراخ، همچنین سرودهای قربانی‌های شبات نیز یافت شد.
در محوطه‌ای در مقابل کاخ شمالی، ۱۱ قطعه سفال‌نوشتهٔ کوچککشف شد که هر یک نامی منفرد را بر خود داشتند. یکی از آن‌ها عبارت "בן יאיר" (بن یائیر) را نشان می‌دهد که احتمالاً مخفف نام العازر بن یائیر، فرمانده دژ، بوده است. ده نام دیگر ممکن است متعلق به افرادی باشند که به قید قرعه برگزیده شدند تا دیگران را بکشند و سپس خود نیز خودکشی کنند—چنان‌که در روایت یوسف فلاوی (ژوزفوس) آمده است.

#### بقایای انسانی
بقایای اسکلت‌های مربوط به حداکثر ۲۸ نفر در محوطهٔ مسادا کشف شده است؛ که با احتساب یک جنین، این تعداد ممکن است به ۲۹ نفر برسد. از این میان، بقایای ۲۵ فرد در غاری در بیرون و پایین‌تر از دیوار جنوبی دژ یافت شدند. همچنین، بقایای دو مرد و یک زن در حمام کاخ شمالی کشف شده‌اند.

## نگارخانه

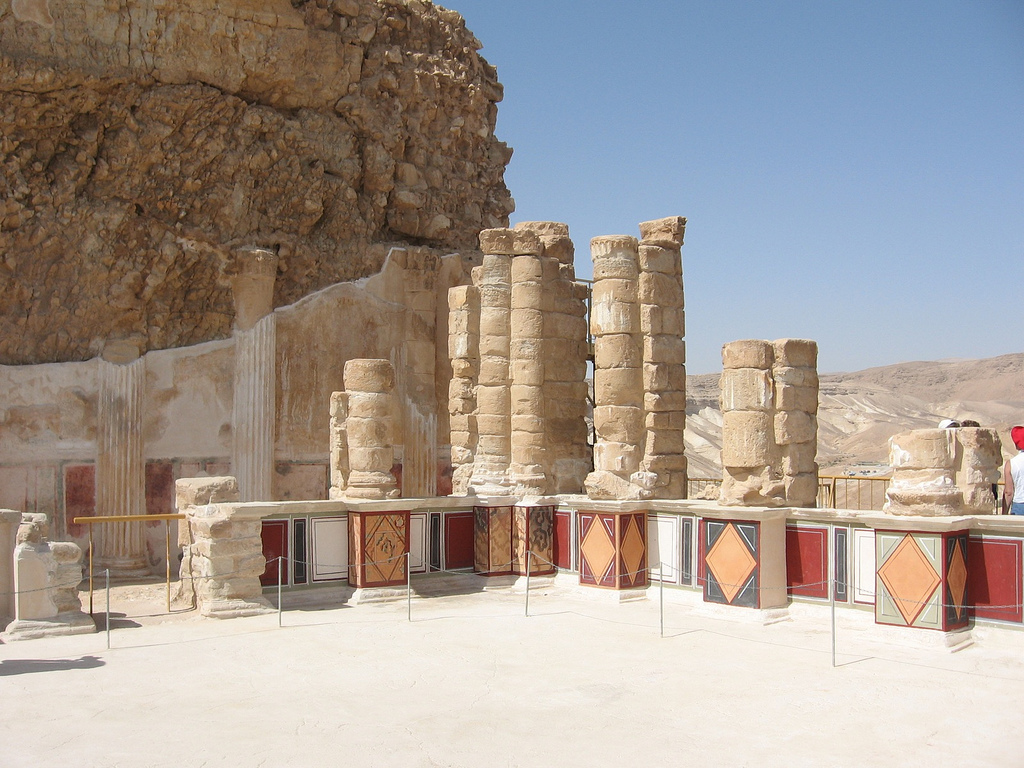
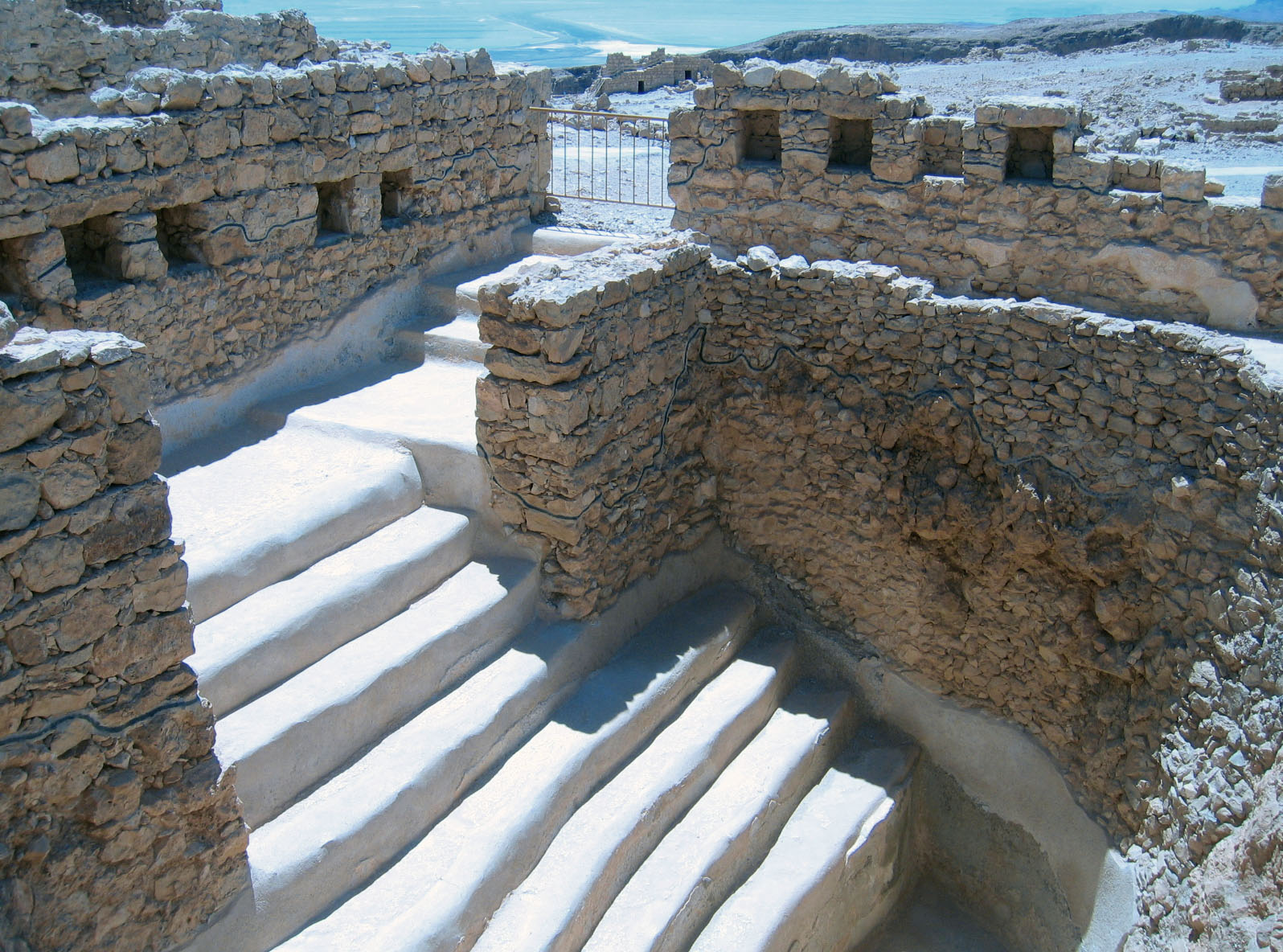
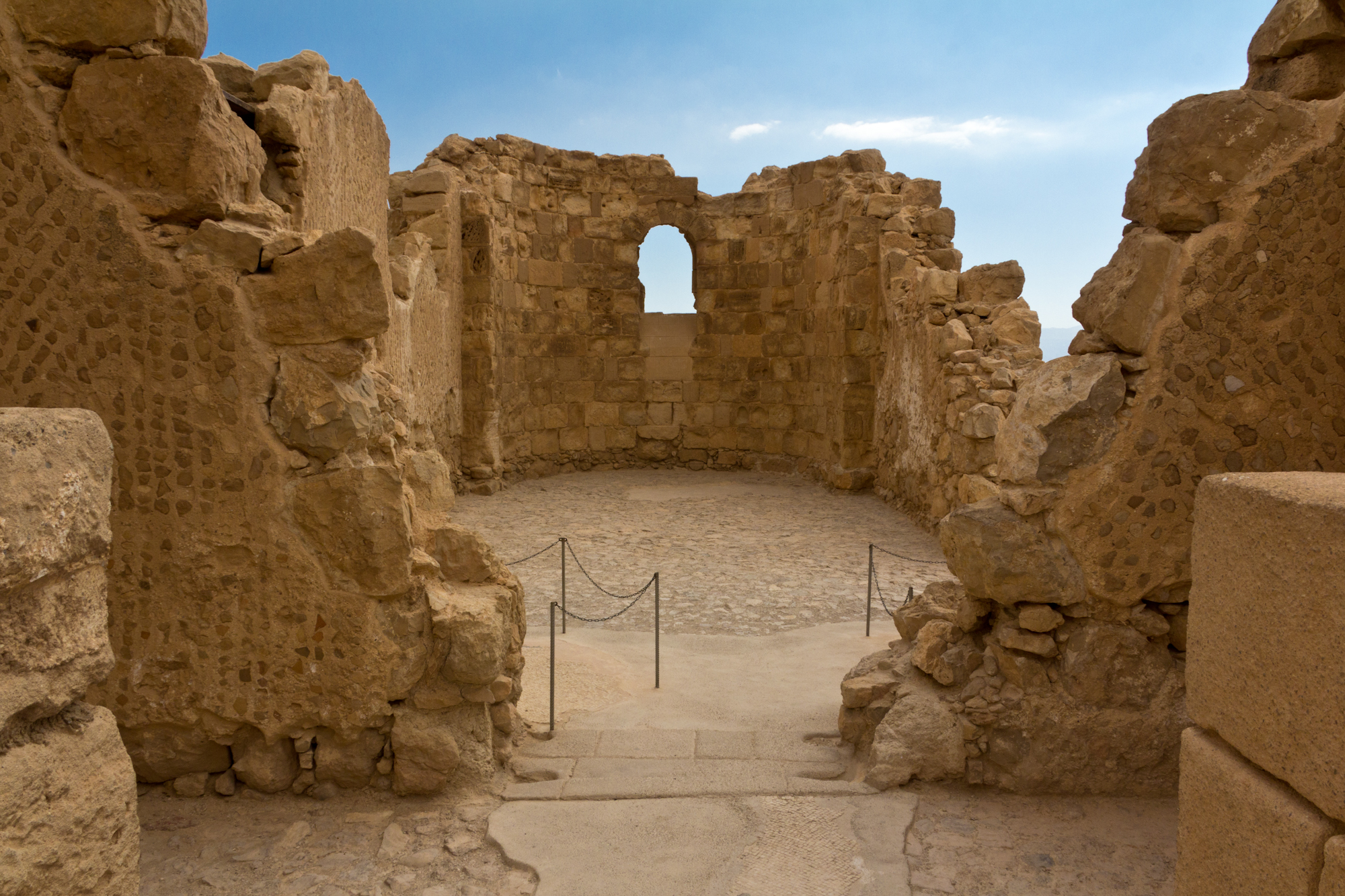
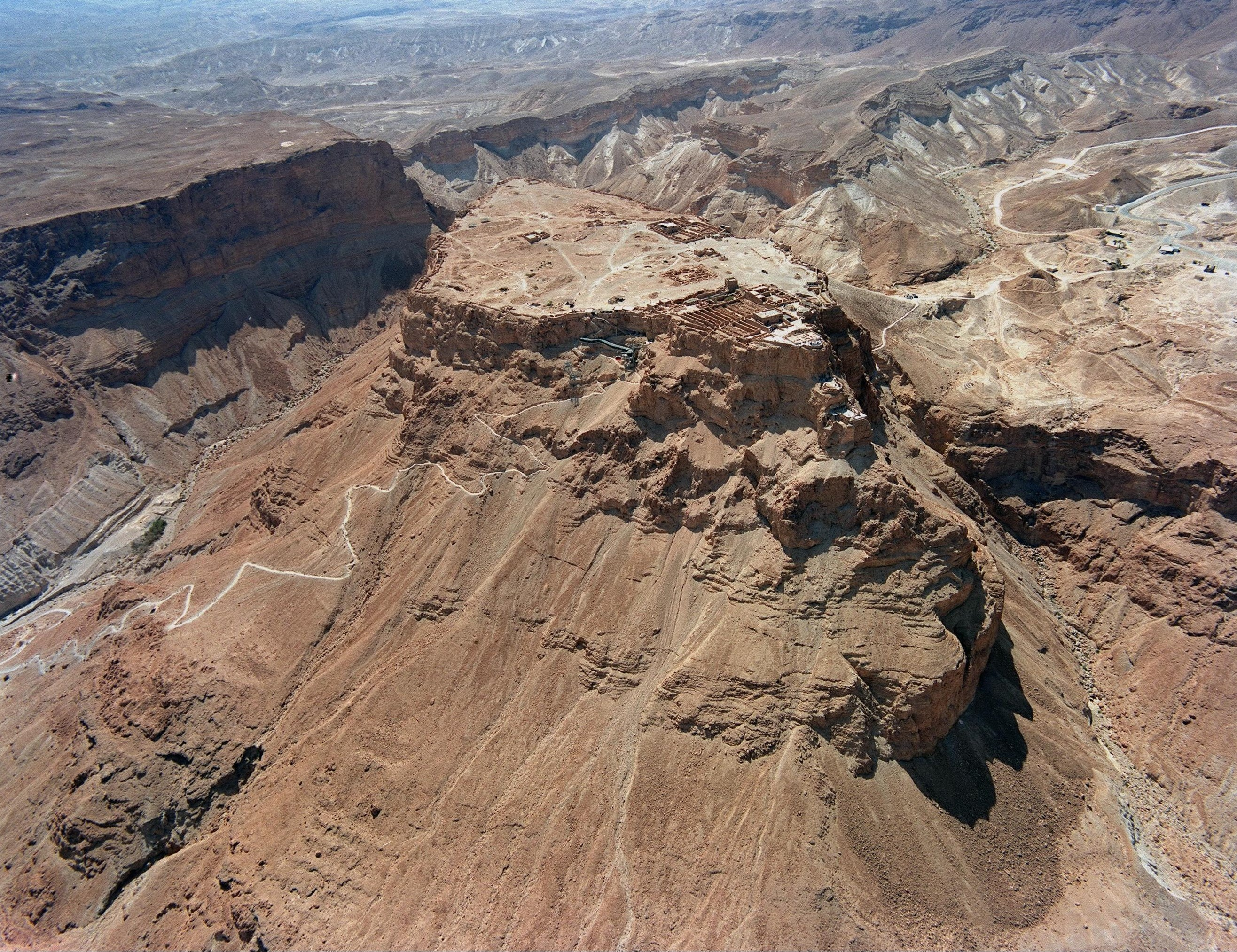
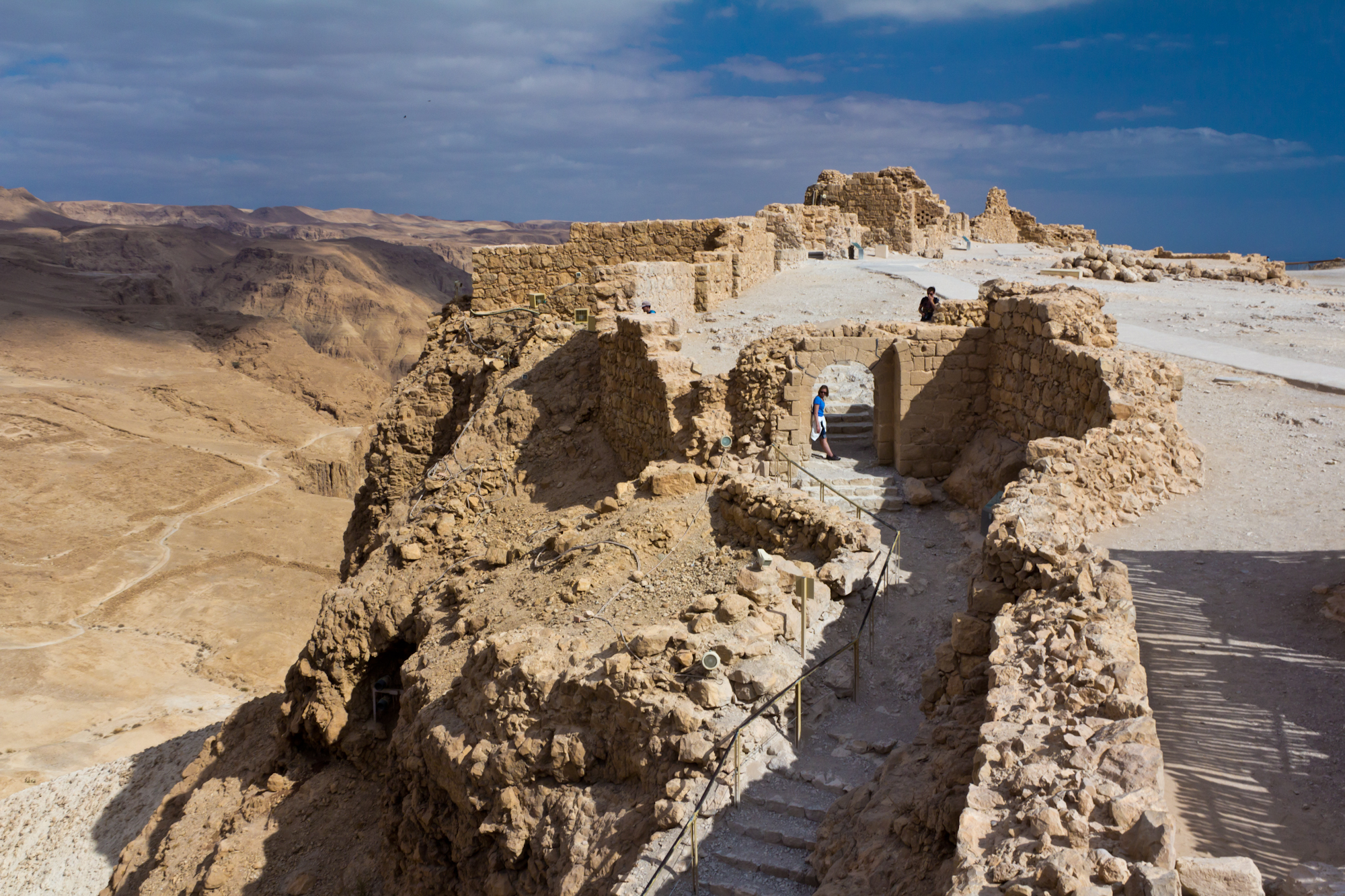
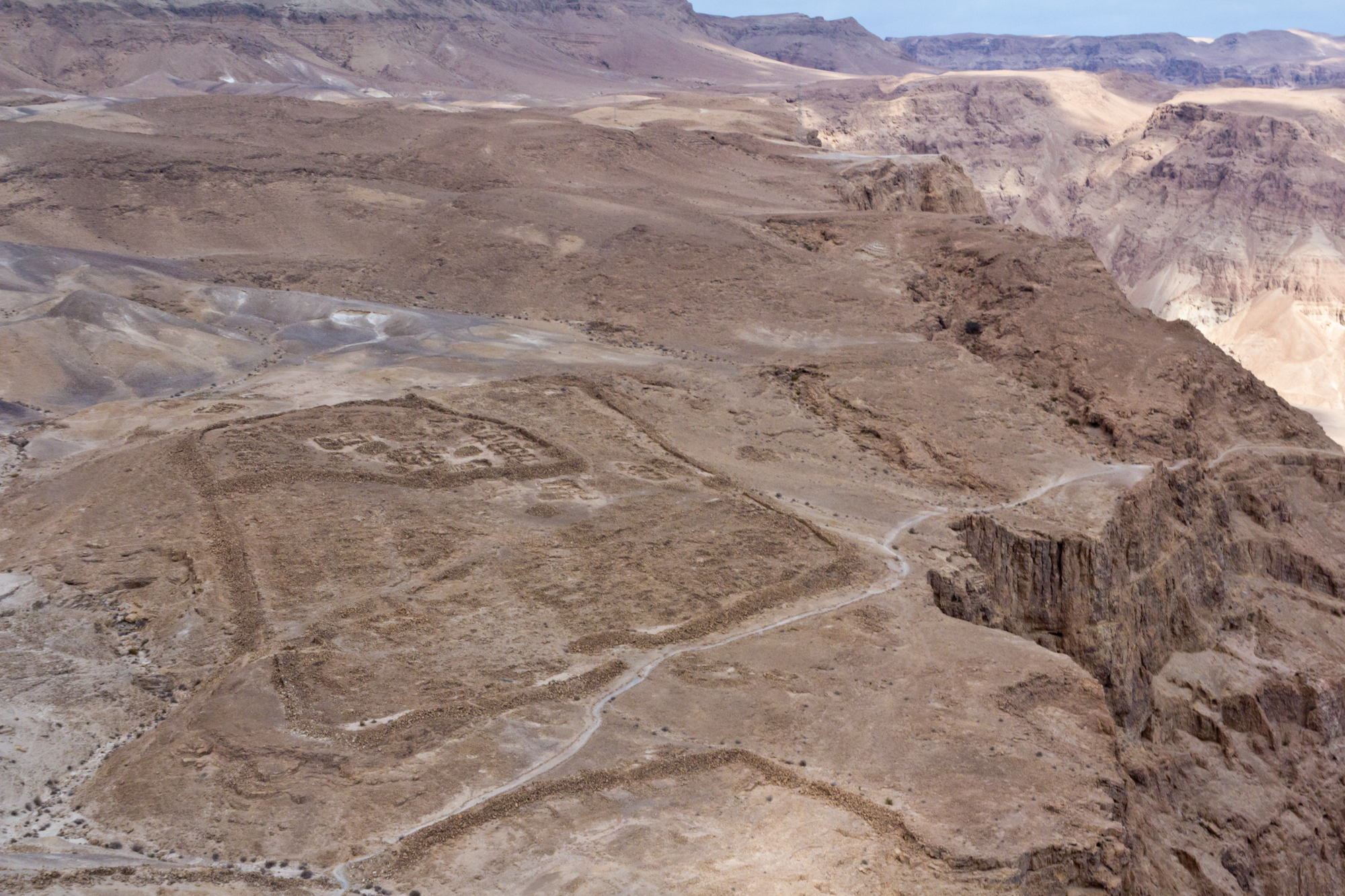
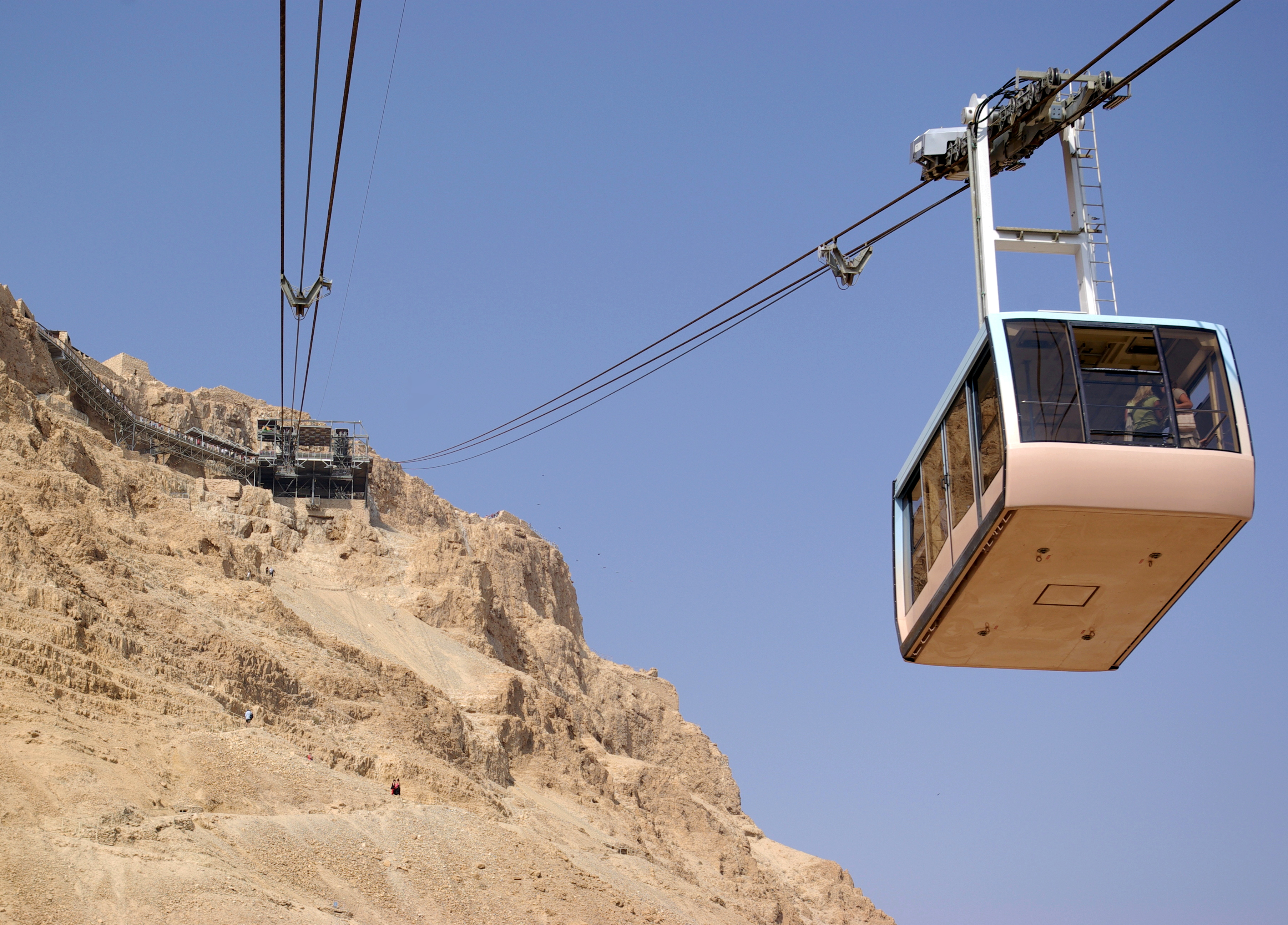